# Chalk Level Township
Chalk Level Township est un ancien township, situé dans le comté de Saint Clair, dans le Missouri, aux États-Unis,.
Le township est fondé en 1848 et baptisé en référence à la communauté de Chalk Level (en).

### Source de la traduction
- (en) Cet article est partiellement ou en totalité issu de l’article de Wikipédia en anglais intitulé « Chalk Level Township, St. Clair County, Missouri » (voir la liste des auteurs).